# Ким Пять-с-плюсом (фильм)
«Ким Пять-с-плюсом» (англ. Kim Possible) — американский комедийный боевик, экшн-ремейк одноимённого мультсериала. Режиссёры Адам Штайн и Зак Липовский. Авторы сценария Боб Шойли, Марк Маккоркл и Джош Каган. Главные роли исполнили Сэди Стэнли и Шон Джамброун. Премьера фильма состоялась 15 февраля 2019 года на канале Disney.

## Сюжет
В Европе американские старшеклассники и борцы с преступностью Ким Пять-с-плюсом и Рон Стоппейбл сорвали план профессора Дементора по захвату мира и спасли доктора Глопмана, которого похитил Дементор. Когда они начинают свой первый день в школе, они встречают новую ученицу по имени Афина и берут её с собой на новую миссию, чтобы остановить заговор злого доктора Драккена. Позже именно Афина (а не Ким Пять-с-плюсом) побеждает Шиго и доктора Драккена. Когда школа чтит Афину и её доброе дело, Шиго и доктор Драккен приходят на церемонию. Ким пытается остановить Шиго и её армию женщин, но при этом Афину берут в плен и забирают в своё логово. Тем временем над Ким смеются её одноклассники. После разговора с её семьёй и Роном они решают спасти Афину из логова Драккена и Шиго. Однако выясняется, что Афина — часть плана Драккена и Шиго, чтобы украсть мотивационную сущность Ким и перенести её в Драккена. Также выясняется, что Афина — это злой робот-гиноид Драккена. Ким вызывает замыкание машины передачи сущности и доктор Драккен превращается в подростковую версию себя. Теперь, когда машина работает нестабильно, Афина остаётся, чтобы выключить её. Внезапно логово начинает взрываться, но Ким и Рон спасаются. Однако сама Афина, вероятно, погибает. После взрыва команда находит уцелевшую руку Афины среди обломков. Затем они находят её голову. Выясняется, что Афина пережила взрыв, но её части тела были разбросаны. Они забирают все её запчасти домой, ремонтируют её и перепрограммируют в доброго робота. Афина становится героем вместе с Ким и Роном.
Тем временем, подросток доктор Драккен поступает в старшую школу Ким в роли вундеркинда, а Шиго изображает его маму. Он начинает свой план, чтобы лично победить Ким раз и навсегда.

## В ролях
| Актёр                 | Роль               |
| --------------------- | ------------------ |
| Сэди Стэнли           | Ким Пять-с-плюсом  |
| Шон Джамброун         | Рон Так-себе       |
| Элисон Ханниган       | Энн Пять-с-плюсом  |
| Конни Рэй             | Нана Пять-с-плюсом |
| Тодд Стэшвик          | Доктор Драккен     |
| Тейлор Ортега         | Шиго               |
| Эрика Там             | Бонни Роквальнер   |
| Киара Уилсон          | Афина              |
| Айссэн Рэйн Бровн     | Вэйд               |
| Пэттон Освальт        | Профессор Дементор |
| Нэнси Картрайт        | Руфус              |
| Кристи Карлсон Романо | Поппи Блу          |

## Производство

### Развитие
Фильм был анонсирован 7 февраля 2018 года вместе с участием оригинальных создателей одноимённого мультсериала и началом кастинга с Блейд Нэйллиндж (ABC), Выступающей в роли режиссёра кастинга. 25 апреля 2018 года было объявлено, что фильм будет запущен в производство летом 2018 года для премьеры 2019 года. В этот же день Стэнли и Джамброун были объявлены в рекламном видео с участием Кристи Романо и Вилл Фридл, которые были оригинальными актёрами для озвучивания персонажей. Ханниган, Рэй, Сташвик, Ортега, Тэм и Уилсон присоединились к актёрскому составу 25 мая. Съёмки начались 4 июня 2018 года в Ванкувере, в соответствии с рабочим названием «Пять-с-плюсом» и были закончены 24 июля.

### Актёрский состав
25 апреля 2018 года Сэди Стэнли и Шон Джамброун снялись в главных ролях. 25 мая 2018 года было объявлено, что Элисон Ханниган, Конни Рэй, Тодд Стэшвик, Тейлор Ортега, Киара Уилсон и Эрика Там присоединились к актёрскому составу. 22 июня 2018 года стало известно, что звезда фильма «Дом Рэйвен» Айссэн Рэйн Бровн тоже снялся в фильме. 11 августа 2018 года было объявлено, что Кристи Карлсон Романо и Пэттон Освальт тоже присоединились к съёмкам в фильме. 14 января 2019 года стало известно, что Нэнси Картрайт сыграла в фильме.

### Рекламная кампания
10 декабря 2018 года вышел трейлер фильма, и большинство зрителей, в том числе и фанатов оригинального мультсериала, раскритиковали его и подчеркнули, что пока фильм выглядит максимально нелепо и абсолютно ненужен. Позже Disney представила небольшой отрывок из фильма, который также обругали и заявили, что он вызывает много вопросов.

## Релиз
Фильм вышел на телеканале Дисней 15 февраля 2019 года.

## Приём

### Рейтинги
Во время премьеры в 8:00 вечера «Ким Пять-с-плюсом» привлёк в общей сложности 1,24 миллиона зрителей с рейтингом 0,22 для людей в возрасте от 18 до 49 лет, что является самым низким рейтингом среди оригинальных фильмов Disney Channel.

### Критика
Фильм получил ровно 100 % свежего рейтинга на сайте «Rotten Tomatoes», основанных на 6 рецензиях. Обозреватель «Paste Magazine» Алексис Гандерсон написал, что «Ким Пять-с-плюсом» поднимает эмоциональные ставки именно таким умным, осторожным, «забавным» способом, которым могут пользоваться только лучшие оригинальные фильмы канала Disney.
Брайан Лоури из CNN написал: «Всё это очень весело — оживлять анимационное шоу, играя на этих условностях. Тем не менее, тон может быть немного неровным, когда Стэнли красиво превращает Ким в плоть-девушку-и-кровь, а Джамброун играет Рона гораздо ближе к мультяшной версии». Петрана Радулович из Polygon сказала, что фильм «сохраняет истинный дух DCOM, на котором многие из нас выросли, на таких как — «Венди Ву: Королева в бою», «Хэллоуинтаун», и «Ксенон: Девушка 21 века», и добавил: ««Ким Пять-с-плюсом» вбивает своё послание с ловкостью кувалды, но это не критика. Это просто означает, что «Ким Пять-с-плюсом», как и большинство в каноне DCOM, забавный фильм и немного больше»..

### Награды
Сабрина Питре была номинирована на Canadian Cinema Editors Awards в 2020 году в категории «Лучший монтаж в семейном сериале» за свою работу над этим фильмом.

## Музыка
- Музыкальную композицию «Call Me, Beep Me!» исполнила Сэди Стэнли[31][32].

## Мини-сериал
За фильмом последовал мини-сериал «Ким Хашабл», который транслировался с 5 по 24 июня 2019 года.